# Молот

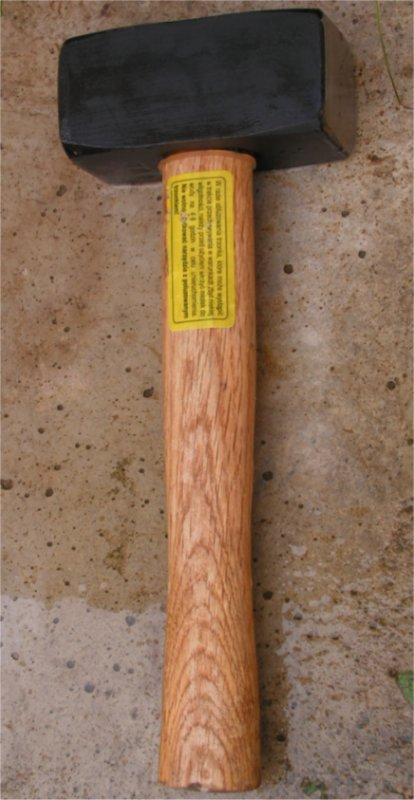
Молот.

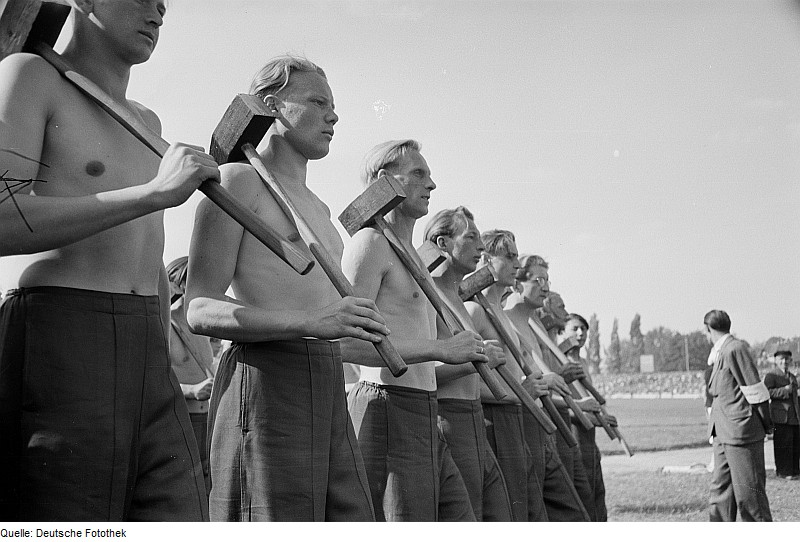
Чоловіки з молотами.

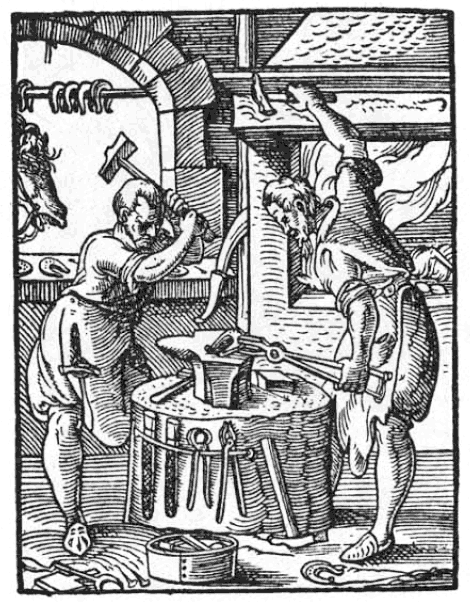
Ковалі за роботою (праворуч — коваль з молотком, ліворуч — з молотом).

Молот, також кувалда — молоток великого розміру для подрібнення каменю, кування заліза, забивання чого-небудь. Відомий з давніх-давен. Невід'ємна частина інструментарію коваля

## Історія
Відомий з часів Кам'яної доби. Один з найстаріших інструментів, уживаних людиною. Перші молоти були водночас й сокирами, і мотиками. З початком металургії голівки молотів стали виготовлятися з заліза, а самі молоти почали широко використовуватися при оброблянні металу. У 19 столітті розрізнювали такі види молотів: виварний, відтискний, клинний, бійний, наклепний, кричаний. Надалі технологія удосконалилася, з'явилися механічні молоти, згодом пневматичні, парові тощо. На теперішній час оброблення металів проводять здебільшого пресуванням, і молот перестав бути головним металообробним знаряддям. Але його досі широко уживають у різних галузях господарства.

## Походження слів
Праслов. *moltъ, утворене від *melti («молоти»). Споріднене з лат. malleus («молот», «довбня») та marcus («ковальський молот»), які походять від дієслова molo («мелю»), співзвучного слов'янському. Буквально: «те, чим мелють».
Слово «кувалда», яке набуло поширення в українській мові протягом 20 століття, є запозиченням з російської. Російське «кувалда» утворено, найімовірніше, від пол. kowadło («ковадло»), шляхом метатези. Буквально: «те, чим кують».

## Різновиди
- Балда (від тюрк. balta — «сокира») — у широкому смислі значить «важкий молот», «кувалда» взагалі. У вужчому значенні — одноручний молот[5].
- Дворучний молот — інструмент каменяра, коваля-молотобійця;
- Вершляг (від нім. Verschlaghammer) — важкий молот вагою до 8 кг;
- Довбня — дерев'яний молот;
- Кувалда — слово, яке іноді уживається для важких дворучних молотів;
- Молот-пробійник (?)

## Інше
- Куля-молот (куля-довбня, куля-баба) — прилад для руйнування цегляних стін, який являє собою сталеву кулю вагою 0,5-5 т, підвішену на тросі до стріли екскаватора або крана.
- Клин-молот — прилад для розпушування ґрунту у будівництві, розбивання покриттів, руйнування склепінчастих цегляних, бетонних і залізобетонних перекриттів. Являє собою сталеву довбню конусоподібної, пірамідоподібної або клиноподібної форми, вагою 0,5-4 т, підвішену на тросі до стріли крана або екскаватора.
- Метальний молот — спортивний легкоатлетичний прилад для метання. Складається з металевого ядра з тросом та ручкою, що кріпиться на кінці троса для того, щоб спортсмен міг тримати прилад руками. Довжина молота у чоловіків — 117—121,5 см, вага — 7,265 кг (16 фунтів). У жінок довжина 116—119,5 см, вага — 4 кг.
- Бойовий молот — різновид холодної зброї
- Люцернський молот — вид бойового молота
- Молотарка — машина для обмолочування сільськогосподарських культур, уживалася до поширення комбайнів